# ۶-او-متیل‌گوانین
۶-او-متیل‌گوانین (به انگلیسی: 6-O-Methylguanine) یک ترکیب شیمیایی با شناسه پاب‌کم ۶۵۲۷۵ است. 